# شریف‌آباد (ساری)
شریف‌آباد یا شریف‌باغ روستایی در دهستان فرح آباد شمالی بخش رودپی شمالی شهرستان ساری استان مازندران ایران است.

## جمعیت
بر پایه سرشماری عمومی نفوس و مسکن در سال ۱۳۹۵ جمعیت این مکان ۱۴۶ نفر (۵۲خانوار) بوده‌است.